# Västra Hoby
Västra Hoby är kyrkby i Västra Hoby socken  i Lunds kommun i Skåne län. Bebyggelsen var av SCB avgränsad till en småort från 2010 till 2020, då den avregistrerades då det var färre än 50 bofasta.

## Historia
Det är okänt vad ho ska stå för, medan by står för by. I samband med Slaget vid Lund 1676 sköts byn i brand av det svenska artilleriet. Flera gamla gårdar finns bevarade. Den nuvarande Västra Hoby kyrka byggdes 1885, då den ersatte en medeltida föregångare. Västra Hoby hade historiskt en egen skvadron i Skånska husarregementet.